# Карјаку
Карјаку (嘉暦), позната и као Кареки је јапанска ера (ненко) која је настала после Шочу и пре Гентоку ере. Временски је трајала од априла 1326. до августа 1329. године и припадала је Камакура периоду. Владајући монарх био је цар Го-Даиго.

## Важнији догађаји Карјаку ере
- 8. март 1327. (Карјаку 2, четрнаести дан другог месеца): Потпуно помрачење месеца.[3]